# Alsace d'abord
Pour les articles homonymes, voir Alsace (homonymie) et ADA.
Alsace d'abord (ADA) est un parti politique régionaliste d'extrême droite (identitaire) alsacien, créé en 1989 et mené par Jacques Cordonnier, qui dit souhaiter « rassembler les forces régionalistes européennes et identitaires de la région d'Alsace ». Il appartient à la mouvance du Réseau-identités.

## Histoire
Alsace d'abord est fondé en 1989 par Robert Spieler, ancien député du Front national du Bas-Rhin de 1986 à 1988 et Jacques Cordonnier, président du Forum d'Alsace, un « club de réflexion ». Devenu Mouvement régionaliste alsacien de 1998 à 2002, il reprend son nom d'origine le 30 novembre 2002 lorsque plusieurs dissidents du MNR décident de le rejoindre. Alsace d'abord rassemble également quelques « déçus » de l'UDF et du RPR comme Anne Kling.
Le parti se fait remarquer par diverses campagnes d'affichages : « Paris se moque de nous ! » mais également « Paris nous vole ! », slogan faisant notamment référence au fait que l'Alsace soit à l'époque la seule région de France à avoir dû participer au financement de son TGV. Ces slogans traduisent l'« anti-jacobinisme » prétendu d'Alsace d'abord qui le distinguerait d'après lui des partis français majoritaires.[réf. nécessaire] Le mouvement alsacien mène également pendant plusieurs années une campagne contre l'entrée de la Turquie dans l'Union européenne, campagne qui dépasse les limites de l'Alsace, en s'exportant notamment dans les départements de la Moselle et des Vosges.
En 2003, Alsace d'abord, conjointement avec le Bloc identitaire, provoque l'annulation de concerts du groupe de rap Sniper, à Mulhouse.
En avril 2008, Robert Spieler démissionne du mouvement pour fonder la Nouvelle droite populaire. Il est remplacé le 23 avril par Jacques Cordonnier, qui annonce « un retour aux valeurs fondamentales et régionalistes du parti ».[réf. souhaitée]

## Ligne politique
Alsace d'abord est généralement classé comme un mouvement régionaliste, d'extrême droite,, et tient un discours radical concernant notamment l'immigration, la politique sécuritaire, la méfiance vis-à-vis de l'islam (Robert Spieler considère cette religion comme « totalitaire »), l'anti-fiscalisme. Le 14 février 2023, le Global Project Against Hate and Extremism (GPAHE) a publié un rapport dans lequel il classait Alsace d’abord comme une organisation « anti-immigré », « anti-musulman », et « nationaliste blanche».
Dans sa charte, Alsace d'Abord se présente ainsi : « Alsaciens d’origine ou d’adoption, nous affirmons notre attachement à l’identité alsacienne, française et européenne de notre région. » « Cette identité se fonde sur notre double culture, française et alémanique. Notre identité est menacée par l’uniformisation culturelle, l’oubli de nos racines et la perversion de nos valeurs. Elle est aussi menacée par l’immigration non européenne ».
La formation régionaliste exprime dans son programme ses principales revendications : la création du Conseil d'Alsace par la fusion des conseils généraux du Haut-Rhin et du Bas-Rhin et du conseil régional d'Alsace, la défense et la modernisation du droit local, une autonomie financière et fiscale de l'Alsace, le transfert de nombreuses compétences de l'État vers la région, la promotion volontariste du bilinguisme, la lutte contre l'islamisation.
Alsace d'abord soutient l'idée selon que les intérêts des Alsaciens sont mal défendus à Paris par les grands partis nationaux, car leurs élus seraient soumis aux ordres de leurs états-majors parisiens. À l'opposé, le mouvement prétend défendre l’Alsace d’abord, se dit indépendant de toute tutelle parisienne et affirme vouloir permettre à l’Alsace de se faire entendre et respecter par Paris et Bruxelles, afin d’assurer son rayonnement et sa prospérité.

## Résultats électoraux

### Élections législatives
Aux élections législatives de 2017, deux candidats sont présentés par le parti. Jacques Cordonnier se présente dans la quatrième circonscription du Bas-Rhin dite de "Strasbourg-Campagne" tandis que Catherine Dahmane se présente dans le Sundgau. Les candidats proposent une sortie de l'Alsace du Grand Est, la fusion des conseils départementaux du Bas-Rhin et du Haut-Rhin, la préservation du droit local, une décentralisation accrue du système éducatif, la promotion du bilinguisme franco-allemand, l'annulation de la construction du GCO ainsi que la préservation de la gratuité de l'A35.
| Circonscription        | Candidat           | Voix  | %    |
| ---------------------- | ------------------ | ----- | ---- |
| Quatrième du Bas-Rhin  | Jacques Cordonnier | 1 039 | 2,26 |
| Troisième du Haut-Rhin | Catherine Dahmane  | 1 046 | 2,68 |

### Élections sénatoriales
Lors des élections sénatoriales de 2014, Alsace d'abord s'allie avec d'autres régionalistes, sous la bannière : « Alsace, une passion commune ». Dans le Bas-Rhin, la liste conduite par Denis Lieb récolte 25 votes soit 0,95 % des voix, tandis que la liste du Haut-Rhin, menée par Jacques Cordonnier (Alsace d'abord), obtient 16 votes soit 0,84 % des voix. La coalition n'obtient pas d'élus.

### Élections européennes
Alsace d'abord n'a jamais participé aux élections européennes.

### Élections régionales
| Année | Voix   | %    | Mandats | Rang |
| ----- | ------ | ---- | ------- | ---- |
| 1992  | 41 398 | 6,05 | 2 / 47  | 6e   |
| 1998  | 35 621 | 6,16 | 3 / 47  | 5e   |
| 2004  | 62 259 | 9,42 | 0 / 47  | 4e   |
| 2010  | 25 906 | 4,98 | 0 / 47  | 5e   |

Score et nombre de sièges obtenus aux élections régionales d'Alsace :
- 1992-1998 : 6 %, 2 sièges
- 1998-2004 : 5,9 %, 9 sièges (3 sièges à la suite de l'élection, perte d'un élu et ralliement de 7 conseillers régionaux en provenance du MNR).

### Élections cantonales et départementales
Alsace d'Abord ne dispose plus d'aucun élu depuis la défection en 2009 de son vice-président, Christian Chaton, conseiller général de Sainte-Marie-aux-Mines (Haut-Rhin) depuis 2004, réélu en 2011 sous les couleurs de l'UMP.
Aux élections cantonales des 20 et 27 mars 2011, le mouvement présente seulement 2 candidats (32 aux cantonales de 2004), tous deux dans le Bas-Rhin :
- Jacques Cordonnier, canton de Strasbourg 6 : 6,40 % des suffrages exprimés.

- Karl Goschescheck, canton d'Illkirch-Graffenstaden : 4,27 % des suffrages exprimés.

Ce dernier tient, pendant la campagne, des propos ambigus lors d'une interview à un quotidien régional.
Aux élections départementales de 2015, un binôme se présente dans le Bas-Rhin.
| Canton       | Candidats                     | Voix | %    |
| ------------ | ----------------------------- | ---- | ---- |
| Strasbourg-6 | Jacques Cordonnier Renée Kuss | 611  | 5,50 |

### Élections municipales
Le mouvement régionaliste a perdu ses conseillers municipaux à Strasbourg en 2001.

## Jeune Alsace
Jeune Alsace est un mouvement de jeunesse proche d'Alsace d'abord. Il rassemble des personnes de la mouvance identitaire d'extrême droite et régionaliste ; certains de ses membres font également partie du Groupe union défense (GUD).